# Isabelle Linden
Isabelle Linden (Colonia, 15 gennaio 1991) è un'ex calciatrice tedesca, di ruolo centrocampista o attaccante.

## Carriera

### Club
Isabelle Linden inizia la sua carriera nel VfR Fischenich, dove gioca nelle sue formazioni giovanili fino all'estate 2006, prima di trasferirsi al Fortuna Colonia. Con la nuova società rimane nella formazione B-Jugend per tutta la stagione 2006-2007 debuttando con la prima squadra mista nella seconda parte del campionato di Fußball-Verband Mittelrhein. Nella stagione successiva, pur se per l'età sarebbe stata in grado di giocare per le juniores U-17, viene inserita stabilmente in rosa con la prima squadra femminile.
Durante la sessione invernale di calciomercato sottoscrive un contratto per un anno e mezzo con l'SGS Essen, avendo così l'opportunità di giocare in Frauen-Bundesliga dal campionato 2006-2007.
Al termine della stagione 2007-2008 decide di trasferirsi, assieme alle compagne Francesca Weber e Stephanie Mpalaskas, al Bayer Leverkusen, iscritto al campionato di 2. Frauen-Bundesliga Alla sua prima stagione con la squadra di Leverkusen, la 2008-2009, viene impiegata in otto incontri e al termine del girone di Süd festeggia con le compagne il primo posto e la promozione in Bundesliga alla seconda stagione dalla sua istituzione. All'inizio del 2010 Linden incorre in un grave infortunio, la rottura del legamento crociato che la obbligherà a disertare per lungo tempo i campi di gioco. Rimane legata al Bayer Leverkusen fino al termine della stagione 2014-2015, con il settimo posto come migliore risultato ottenuto in campionato la stagione precedente, congedandosi con un tabellino personale di 84 presenze e 23 reti realizzate in campionato con la squadra titolare, ai quali si aggiunge una presenza nella formazione riserve.
Durante il calciomercato estivo 2015 Linden si trasferisce al 1. FFC Francoforte Campione d'Europa 2014-2015, avendo così l'occasione di poter debuttare in UEFA Women's Champions League ai sedicesimi di finale della stagione 2015-2016, nell'incontro del 7 ottobre dove le tedesche superano con il risultato di 2-0 le belghe dello Standard Liegi. Con la squadra di Francoforte sul Meno raggiunge il terzo posto in campionato, mentre in Coppa non supera gli ottavi di finale e in Champions arriva alle semifinali.
Al termine della stagione decide di giocare il suo primo campionato estero, sottoscrivendo un accordo triennale con il Birmingham City il 23 maggio 2016, tuttavia il 17 gennaio 2018 ha annunciato il suo trasferimento al Colonia, richiamata in patria ed inserita in rosa con il ruolo di attaccante nel tentativo di evitare, senza successo, la retrocessione della squadra.

### Nazionale
Dopo che Linden fu chiamata dalla Fußballverbandes Mittelrhein per la selezione femminile, anche la Federazione calcistica della Germania (DFB) iniziò a convocarla nelle formazioni giovanili, inizialmente nella Under-15, nel 2005, e Under-16, fino al 2006. Tra il 2007 e il 2008 convocata con la formazione Under-17 e il tecnico Ralf Peter la inserisce in rosa con la squadra impegnata al primo campionato europeo organizzato dalla UEFA per quella fascia d'età, quello del 2008, che il 23 maggio conquista il titolo di Campione d'Europa ai danni della Francia. Grazie al risultato ottenuto, la Germania partecipa anche al Mondiale FIFA di Nuova Zelanda 2008; Peter continua a dare fiducia a Linden utilizzandola in tre dei sei incontri giocati dalla sua nazionale.

## Palmarès

### Club
- 2. Frauen-Bundesliga: 1

Bayer Leverkusen: 2009-2010

### Nazionale
- Campionato europeo femminile di calcio: 1

Svezia 2013
- Campionato europeo femminile Under 17 di calcio: 1

Nuova Zelanda 2008